# Wiktor Marek Leyk
Wiktor Marek Leyk (ur. 10 maja 1951 w Szczytnie) – polski społecznik i polityk, działacz społeczności ewangelickiej na Mazurach, poseł na Sejm PRL IX kadencji.

## Życiorys
Pochodzi ze znanej rodziny polskich działaczy narodowych i religijnych na Mazurach, represjonowanych w okresie Republiki Weimarskiej i III Rzeszy. Jest synem Emila Leyka oraz mężem Teresy Astramowicz-Leyk.
W młodości pracował jako robotnik. Był również nauczycielem w Zespole Szkół Zawodowych w Nidzicy. W 1976 przystąpił do Chrześcijańskiego Stowarzyszenia Społecznego, był wiceprezesem jego Zarządu Głównego. Z ramienia stowarzyszenia sprawował mandat radnego Wojewódzkiej Rady Narodowej w Olsztynie. W 1985 został posłem na Sejm PRL w okręgu Olsztyn. Zasiadał w Komisji Planu Gospodarczego, Budżetu i Finansów oraz Komisji Spraw Zagranicznych. Był wiceprzewodniczącym Koła Poselskiego ChSS, a w latach 1986–1989 członkiem Ogólnopolskiego Komitetu Grunwaldzkiego. Od 1983 do 1990 stał na czele redakcji kwartalnika „Studia i Dokumenty Ekumeniczne”.
W 1989 ponownie kandydował w wyborach do Sejmu z listy krajowej. Nie uzyskawszy mandatu, wycofał się z aktywnej polityki. W III RP sprawował funkcję prezesa Towarzystwa Przyjaciół Szczytna oraz dyrektora Zespołu Placówek Kultury i Sztuki w Szczytnie. Przyczynił się do odrodzenia w Polsce organizacji YMCA, której następnie został prezesem. W latach 1994–1998 zajmował stanowisko pełnomocnika wojewody olsztyńskiego do spraw mniejszości narodowych i etnicznych. Analogiczną funkcję objął w 2002 przy marszałku województwa warmińsko-mazurskiego. Przez ponad 20 lat był szefem kancelarii Sejmiku Województwa Warmińsko-Mazurskiego; w 2025 przeszedł na emeryturę.
W marcu 2023 został dokooptowany (wraz z Urszulą Pasławską) w skład Synodu Diecezji Mazurskiej Kościoła Ewangelicko-Augsburskiego w RP.
W 2016 został odznaczony Krzyżem Kawalerskim Orderu Zasługi Republiki Federalnej Niemiec. Otrzymał także odznakę honorową „Zasłużony dla Warmii i Mazur”.